# Advocatus
Een advocatus of voogd, soms gerechtsvoogd (Duits: Vogt; Frans: avoué) was een leek die naar het feodaal recht van het ancien régime (ca. 750-1800) belast was, meestal door een kerkelijke instelling, met het uitoefenen van justitie en het verlenen van bescherming. In de praktijk trokken deze agenten groot profijt uit hun toegang tot andermans domein en usurpeerden ze gerechtelijke en bestuurlijke autoriteit ten koste van hun opdrachtgevers. Van een tijdelijke positie evolueerde het vaak naar een erfelijk ambt.

## Geschiedenis
Om kerkelijke instellingen vrij te houden van wereldlijke beslommeringen, gelastten het Concilie van Carthago (407) en de Codex Theodosianus (437) dat ze civiele zaken moesten delegeren aan advocaten (advocati) of verdedigers (defensores). Waar dit nog in lijn lag met de Romeinse advocaat, is dat niet meer het geval voor de voogden/advocaten die ruim twee eeuwen later opduiken in karolingische oorkonden, vooral in Duitstalige landen (ca. 750). Dit waren agenten met een lokale maar ruime autoriteit, die veel meer deden dan optreden in rechtszaken. Ze waren betrokken bij het beheer van gronden en eigendommen, maar ook bij politionele taken als het aanhouden en opsluiten van misdadigers. In de 8e en 9e eeuw gingen ze ook lekenvrouwen, graven en koningen vertegenwoordigen. Abdijen, kapittels en andere instellingen die immuniteit genoten – en waar wereldlijke autoriteiten zoals graven dus niet konden optreden –, deden vanaf het midden van de 9e eeuw een beroep op voogden om recht te spreken (typisch drie zittingen per jaar). Ook de vraag naar bescherming nam toe. Voor hun prestaties kregen ze typisch een klein beneficie, een aandeel in de opgelegde boetes (doorgaans een derde) of kost en inwoon.
De taken van deze voogden breidden steeds verder uit en machtige lokale heren bleken bij uitstek geschikt om ze te vervullen. In de 10e eeuw kende het ambt een aristocratisering. Toegang tot kerkelijke domeinen gaf deze heren een grote boost in invloed en gezag. Vanaf de 11e eeuw kwamen de opdrachtgevers tot het besef dat een dienend ambt steeds meer was verworden tot een last. De bewoners van hun domeinen moesten de voogd voor zijn bescherming rechtstreeks betalen met graan, kippen, arbeid, geld of andere zaken. Tegen de 13e eeuw werden de vergoedingen vaak gemonetariseerd en spraken abdij en voogd een jaarbedrag af. De betalingen kunnen worden gezien als een proto-belasting, maar ook als afpersing, naargelang het gevaar waartegen werd beschermd van buitenaf kwam of van de voogd zelf. Misbruik en geweld door voogden lijkt frequent te zijn voorgevallen. Door hun exacties begon de lijn tussen hun eigendom en dat van de kerk te vervagen, en ook bemoeiden ze zich soms met abtverkiezingen of andere kerkelijke aangelegenheden.
In de 12e en 13e eeuw kwamen er reacties van de opdrachtgevers. Het gebeurde dat oorkonden werden vervalst om de rechten van voogden terug te dringen, niet alleen op het vlak van vergoedingen, maar ook van afzetbaarheid. Ook klaagden ze voogden aan bij vorstelijke gerechtshoven. Door de hervormingsbeweging van de 11e eeuw verloren de voogden met name in Frankrijk terrein en waren het tegen de 12e eeuw vooral de oudere huizen waar ze nog voorkwamen. In het Duitse rijk daarentegen leek het ambt zich alleen maar meer te verspreiden. Keizerlijke wetgeving probeerde regelmatig misbruiken tegen te gaan, maar dit maakte geen einde aan de conflicten. Een andere oplossing was dat vorsten zichzelf begonnen aan te stellen als voogd van belangrijke abdijen, wat dan weer noopte tot het gebruik van subvoogden (subadvocatus). Ook Rome begon op te treden, zoals blijkt uit de bepalingen over advocaten in het Decretum Gratiani. Onder invloed van de Italiaanse praktijk werd weer aangeknoopt bij de rol van de advocaat in het Romeinse recht. In 1184 kwam paus Lucius III scherp uit de hoek in de bul Ad abolendam, een ingrijpen dat resoneerde in het Vierde Lateraans Concilie (1215), maar op lange termijn nauwelijks verschil maakte op het terrein. Iets effectiever was het afkopen van de advocatia door kerkelijke autoriteiten, maar dit nam de nood niet weg aan iemand met de macht om justitie en bescherming te bieden.
Na 1250 nemen historici een proces van "ontvoogding" waar: de advocatus werd weggedrukt door een proces van staatsvorming en bureaucratisering, dat de taken van justitie en bescherming overnam. Jonathan Lyon stelt daarentegen dat de Vogt in de Duitse landen verder bleef bestaan als term én als praktijk. Weliswaar verminderde het aantal kerkvoogden, maar het voogdijschap verspreidde zich naar nieuwe plekken. Duitse vorsten claimden de titel "Voogd van de Heilige Kerk" om hun gezag in geestelijke zaken te doen gelden. Stadsvoogden en landvoogden maakten hun verschijning. Zij konden troepen op de been brengen, recht doen en costumiere heffingen innen. Er was een grote mate van continuïteit met de middeleeuwse functieomschrijving.

## Terminologie
- Voogdij (advocatia, Vogtei, avouerie)
- Kerkvoogd (advocatus ecclesiae)
- Stadsvoogd (advocatus civitatis, Stadtvogt)[8]
- Landvoogd (advocatus terrae/provincialis, Landvogt)
- Kasteelvoogd (Burgvogt)
- Ondervoogd (subadvocatus): aangestelden door wie de advocatus zich liet vervangen, omdat de heren vanaf de 11e eeuw geen tijd meer hadden om overal zelf op te treden.[9]
- Oppervoogdij (haute avouerie): voogdij die de hoge justitie omvatte

## Voetnoten
1. ↑  Lyon 2022, p. 24-29
2. ↑  Lyon 2022, p. 36, 43, 62
3. ↑  Lyon 2022, p. 58
4. ↑  Lyon 2022, p. 133-135
5. ↑  Lyon 2022, p. 138
6. ↑  Lyon 2022, p. 181
7. ↑  Lyon 2022, p. 189
8. ↑  Lyon 2022, p. 255
9. ↑  Lyon 2022, p. 164